# Gyna sculpturata
Gyna sculpturata är en kackerlacksart som beskrevs av Robert Walter Campbell Shelford 1909. Gyna sculpturata ingår i släktet Gyna och familjen jättekackerlackor. Inga underarter finns listade i Catalogue of Life.